# Leogra
Il Leogra (Giólgara in nella parlata locale) è un corso d'acqua a carattere torrentizio che scorre lungo la omonima valle in provincia di Vicenza.

## Il corso del torrente
Il torrente Leogra origina dal Pian delle Fugazze, nel versante vicentino del massiccio del Pasubio, alla quota altimetrica di 1162 metri, formando la valle omonima scendendo verso la pianura. Attraversa i comuni di Valli del Pasubio e Torrebelvicino dove viene alimentato da numerosi affluenti derivanti da vallate laterali: la val Canale, la val Maso, la val Malunga, la val Sterpa, la val di Sagno. Nel territorio di Torrebelvicino una derivazione del Leogra forma il canale artificiale Roggia Maestra. Giunto in pianura nel territorio comunale di Schio riceve l'acqua dell'affluente Gogna. In località San Pietro di Marano Vicentino confluisce a sua volta nel torrente Timonchio.

## L'alveo
Il Leogra è un corso d'acqua a carattere torrentizio, quindi la sua portata può variare naturalmente in funzione della stagionalità e delle precipitazioni. A causa delle captazioni effettuate a scopo industriale o per alimentare il funzionamento di numerose centrali idroelettriche, nel Leogra ma anche in alcuni dei suoi affluenti, la portata del torrente è notevolmente compromessa già nei tratti montani; in pianura infatti l'alveo del torrente è quasi sempre in secca, soprattutto d’estate, anche a causa della conformazione del terreno.
La qualità dell'acqua, dove perennemente presente, è buona.